# Храм Конфуція (Гаосюн)
Храм Конфуція у Гаосюні (кит. трад.: 高雄孔子廟; піньїнь: Gāoxióng Kǒngzǐ Miào) — храм, присвячений пам'яті Конфуція, поблизу Лотосового ставка, район Цзоїн у тайванському місті Гаосюн площею 167 квадратних метрів. Це найбільший конфуціанський храмовий комплекс Тайваню.

## Історія
Початковий храм був побудований 1684 року під час правління імператора Сюаньє. Однак під час японського колоніального періоду храм не використовувався і занепав. Неушкодженим залишився лише храм Чуншен, який можна побачити на західній стороні початкової школи Старого міста.
1976 року був побудований новий храм, який зараз знаходиться у північно-західному куті Лотосового ставка. Новий дизайн базувався на архітектурі династії Сун, а також на дизайні храму Конфуція у Цюйфу.